# 라틴아메리카와 카리브

라틴 아메리카와 카리브 지역

라틴아메리카와 카리브(영어: Latin America and the Caribbean, LAC, 스페인어: América Latina y el Caribe) 지역은 멕시코와 그 이남의 아메리카 대륙, 그리고 카리브해 국가들을 통칭하는 지역을 가리킨다. 한국에서는 중남미라는 용어와도 일치한다.

## 같이 보기
- 라틴아메리카
- 이베로아메리카
- 라틴아메리카·카리브 국가 공동체
- 중남미

## 참조
각주
1. ↑  http://www.mofa.go.kr/www/nation/m_3458/view.do?seq=53

내용주
1. ↑  아메리카 대륙 및 카리브해 국가 중에서도 영국, 네덜란드, 미국의 속령이거나 식민통치를 받은 벨리즈, 푸에르토리코, 수리남, 영국령 버진아일랜드, 앵귈라, 자메이카 등은 라틴아메리카로 분류하지 않는다. 또한 프랑스의 해외영토인 프랑스령 기아나도 라틴아메리카 범주에 들어가지 않는 경우도 있다.